# Helene of the North
Helene of the North è un film muto del 1915 diretto da J. Searle Dawley.

## Produzione
Il film fu prodotto dalla Famous Players Film Company.

## Distribuzione
Distribuito dalla Paramount Pictures, il film - presentato da Daniel Frohman - uscì nelle sale cinematografiche statunitensi il 19 agosto 1915.